# Valentina Gustin
Valentina Gustin (ur. 20 listopada 1996 roku w Zagrzebiu) – chorwacka strzelczyni sportowa, uczestniczka igrzysk olimpijskich w Rio de Janeiro. 

## Igrzyska olimpijskie
Wzięła udział w zmaganiach w konkurencji karabinu pneumatycznego z odległości 10 metrów na igrzyskach olimpijskich w 2016 roku. W kwalifikacjach uzyskała rezultat 413,9 punktów, zajmując 33. miejsce. Wynik ten nie dał jej awansu do kolejnej fazy rywalizacji. 